# Индиан-Ривер (индейская резервация)
Индиан-Ривер (англ. Indian River Indian Reserve) — совместная индейская резервация племён мохоки и оджибве, расположенная на берегу озера Россо в Центральном Онтарио в  районе Мускока, Канада, примерно в 13 км к северо-востоку от резервации Уота.
Общая площадь резервации составляет 0,01 км², постоянное население отсутствовало в 2021 году.